# 馬尼人
馬尼人，是泰國的一個族群。在泰国，“萨凯”这个名字更广为人知，这是一个有争议的歧视用语，意思是奴隶或野蛮人。他們是泰國唯一的尼格利陀族群，说阿斯里语的几种方言，主要是肯休语和登埃丹語。他们有自己的语言、文化，但没有文字。
在泰国，马尼人居住在南部的也拉府、陶公府、博他仑府、董里府和沙敦府。
馬尼人仍处于狩獵採集社會。他們用竹子建造臨時的小屋，蕉葉製作屋頂。平时以狩猎野生动物为生，也食用很多种蔬菜和水果。他們穿竹葉製作的簡單衣服，熟悉許多不同種類的藥材。
根据泰国司法部权利和自由保护部门主任的说法，马尼人按照居住地点的不同被分为两个群体。一些生活在也拉府和陶公府的蒂迪旺沙山脉，另一些生活在博他仑府、董里府、沙敦府的洛坤山脉。现在总人口大约有300人。
过去马来西亚的素丹和泰国南部的统治者们统治着尼格利陀人。在庭院中养一些尼格利陀奴隶，当做有意思的雨林生物收藏，这被认为是一种值得炫耀的事
 。
20世纪初年，泰国国王朱拉隆功巡视南方国土的时候第一次与塞芒人见面。1906年，一个名叫Khanung的塞芒孤儿被抓后，来到国王的宫廷，在那里他成为了国王的养子。从这件事之后，塞芒人开始受到王室的庇护。